# Дунба

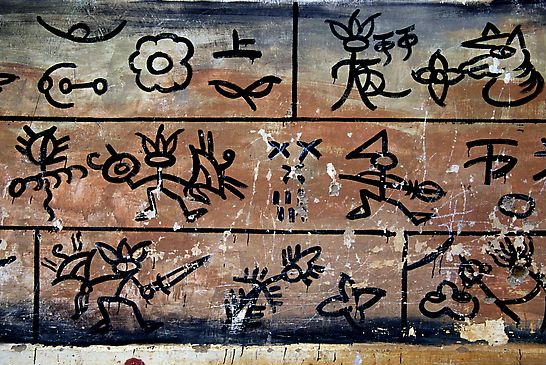
Письмо дунба

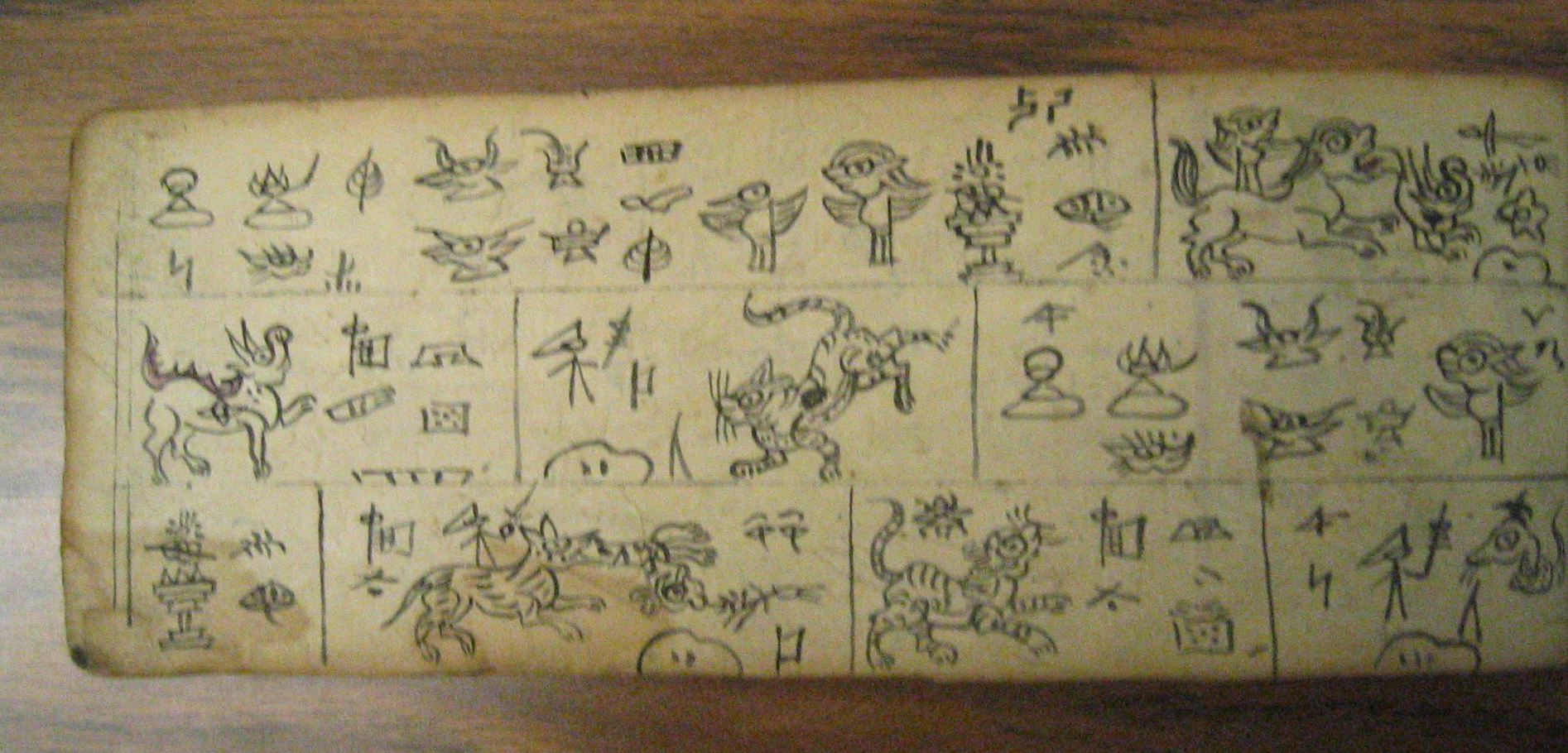
Пример 1 параллельного использования дунба и гэба

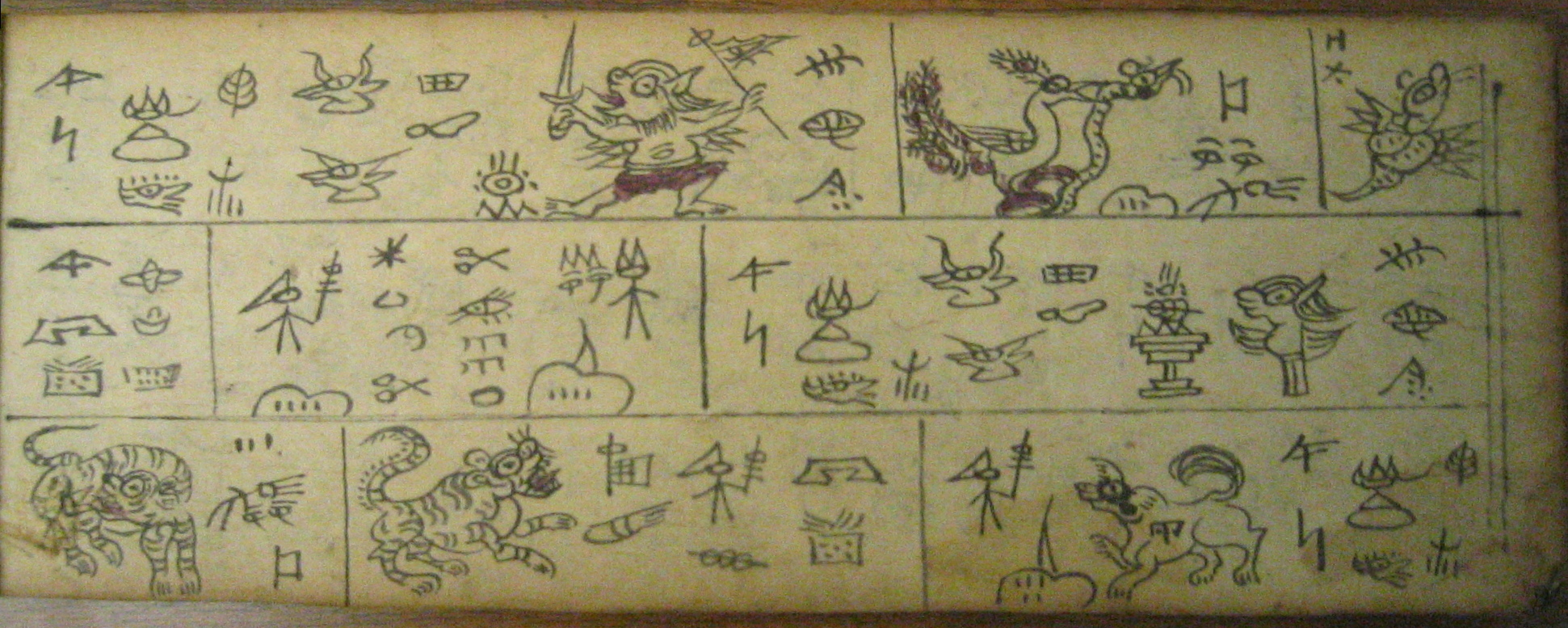
Пример 2 параллельного использования дунба и гэба

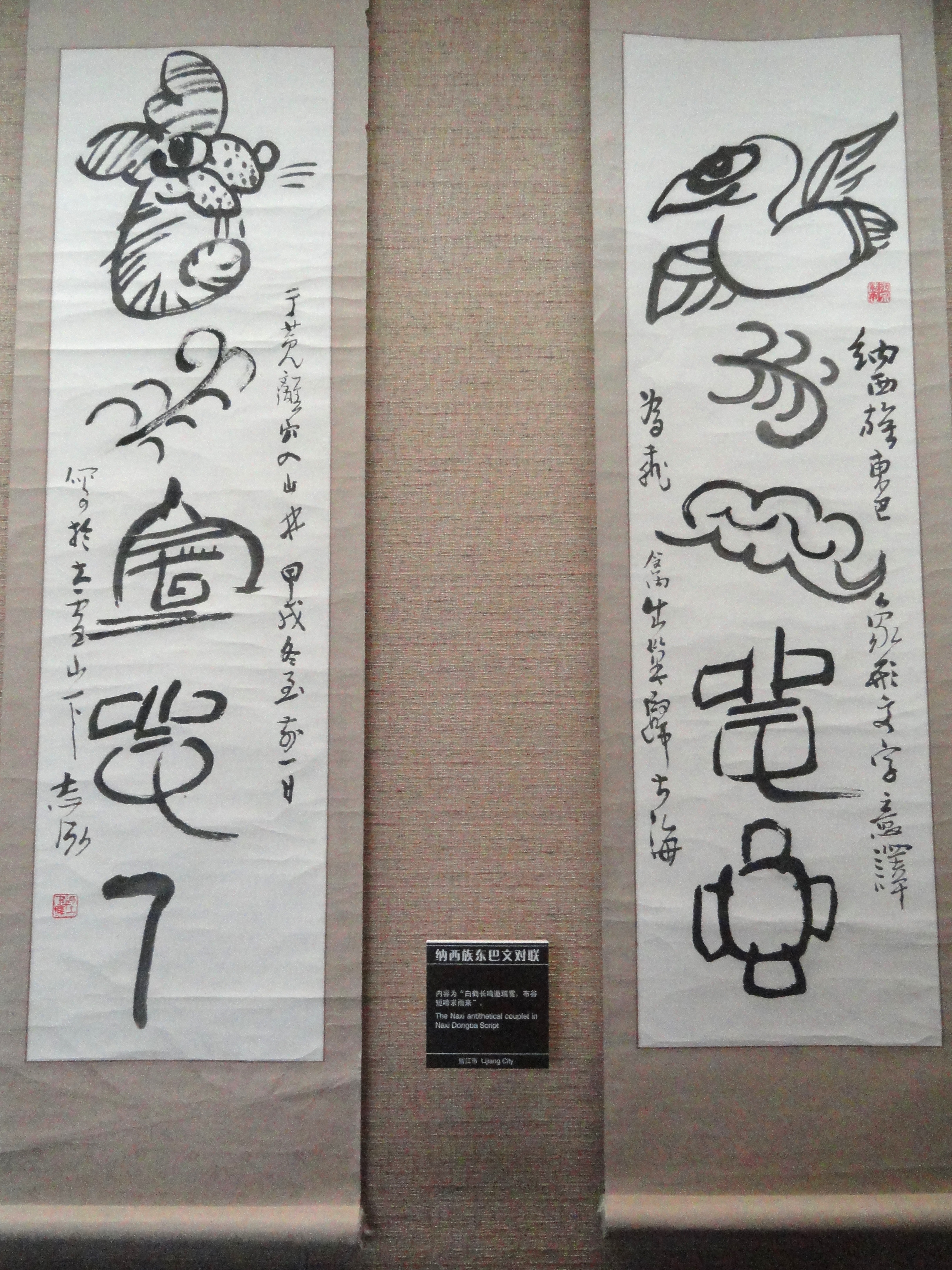
Народная примета «белый журавль долго поёт — зовёт большой снег, кукушка коротко кричит — просит дождя» (согласно подписи на китайском языке: 白鹤长鸣邀瑞雪，布谷短啼求雨来) в виде парной надписи знаками письма дунба народности наси, из города Лицзян. Музей национальностей провинции Юньнань, Куньмин, КНР. Фото 2011 года

Дунба или то-мба — система пиктографических символов, используемая жрецами касты дунба (²dto¹mba, религия бон) народности наси, проживающей на юге КНР. На языке наси, для записи которого она используется наряду с другими системами письма, это письмо называется ²ss ³dgyu («записи на дереве») или ²lv ³dgyu («записи на камне»).
Возникновение письменности датируется примерно VII веком н. э. Вероятно, знаки использовались для ребусной записи абстрактных терминов, для которых отсутствовали собственные обозначения. Дунба является мнемонической системой, то есть читающий должен быть хорошо знаком с контекстом записи, иначе не сможет её прочесть даже при знании письменности. Кроме того, различные авторы могут использовать одни и те же знаки для передачи различных значений. В ряде случаев дунба используется вперемешку со слоговым письмом гэба.

## Возникновение и развитие
Считается, что письменность дунба возникла самостоятельно, хотя и под влиянием других письменностей. Её создателем считается основатель традиции бон в Тибете Тонпа Шенраб (ston pa gshen rab), известный также как Шенраб Миво (gshen rab mi bo). Согласно китайской исторической традиции, дунба использовалось начиная с VII в. — ранней эпохи династии Тан. Ко времени династии Сун в X в. дунба уже получило широкое распространение среди народности наси.
После Китайской революции 1949 г. коммунистические власти стали ограничивать использование дунба.
В 1957 г. китайское правительство ввело для народности наси фонографическое письмо, основанное на латинском алфавите.
Во время культурной революции были уничтожены сотни рукописей дунба на бумаге и ткани — из них варили строительный клейстер для домов. Около половины сохранившихся до нашего времени рукописей дунба были вывезены из КНР в США, Германию и Испанию.
В настоящее время дунба почти вышло из употребления, и китайское правительство пытается возродить его использование для сохранения автохтонной культуры наси.

## Сфера использования
Изначально письменность использовалась как система мнемонической записи для чтения вслух ритуальных текстов. Для целей инвентаризации, составления контрактов и писем использовалось слоговое письмо гэба. Милнор приходит к выводу, что письмо дунба «вряд ли смогло сделать рывок, чтобы стать полноценной системой письма. Оно возникло много столетий назад для обслуживания конкретной ритуальной цели. Поскольку эта цель не была связана с необходимостью расширения сферы распространения среди нерелигиозных специалистов — в конце концов, грамотные наси пишут сейчас, как и ранее, по-китайски — то максимум, на что было способно данное письмо, это продолжать служить целям экзорцизма (изгнания демонов), развлекать туристов и т. п.».

## Структура и форма
Дунба имеет смешанный характер — частично пиктография, частично идеография. Оно состоит из примерно 1000 знаков, однако это число условно, так как постоянно изобретаются новые знаки. Жрецы рисуют подробные рисунки, чтобы записывать информацию, а иллюстрации были упрощёнными и условными, чтобы представлять не только материальные объекты, но и отвлечённые понятия. Нередко несколько знаков комбинируются, чтобы передать смысл конкретного слова. В целом, поскольку это мнемоническое письмо, записываются только ключевые понятия; одна-единственная пиктограмма может использоваться для передачи различных фраз или даже целого предложения.
Примеры ребусов в письме:
- изображение двух глаз передаёт понятие «судьба» (оба слова произносятся myə3),
- чаша для риса может передавать понятия «еда» и «сон» (оба произносятся (xa2),
- изображение горала (se3) передаёт грамматическую частицу глагольного вида.

## Материалы и средства письма
Название письменности на языке наси, ²ss ³dgyu («записи на дереве») или ²lv ³dgyu («записи на камне»), указывает на материалы, которые первоначально использовались для письма. В настоящее время записи делаются на бумаге домашнего изготовления, обычно из волокон волчеягодника. Листы обычно имеют размер 28 на 14 см и сшиваются по левому краю, образуя книгу. Страницы расположены в виде 4 горизонтальных линий. Строки идут слева направо, сверху вниз. Вертикальные линии используются для разделения элементов текста (см. фотографии выше), аналогичных предложениям или абзацам. Письменные принадлежности — писала из бамбука и чернила из ясеня.